# Granica luksembursko-niemiecka

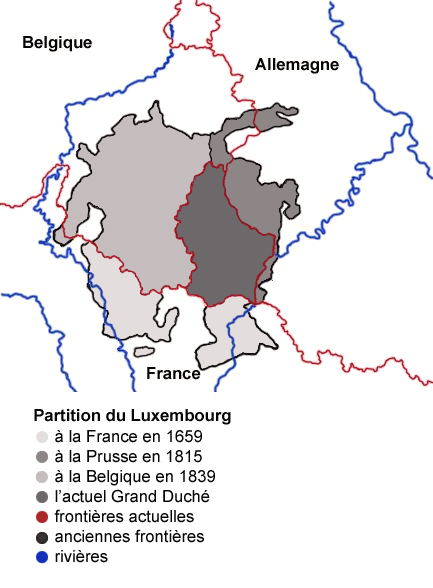
Zmiany terytorium Luksemburga

Granica luksembursko-niemiecka – granica międzypaństwowa, ciągnąca się na długości 138 km od trójstyku z Francją na południu do trójstyku z Belgią na północy.
Granica pomiędzy tymi dwoma krajami przebiega niezmiennie od 1870 roku, gdy powstało państwo niemieckie. Wyjątkiem jest okres II wojny światowej, gdy obszar Luksemburga został wcielony do hitlerowskiej III Rzeszy. Granica biegnie w południowej części wzdłuż rzeki Mozeli, następnie zakręca na północ wzdłuż rzeki Sûre a później północny zachód rzeką Our i podąża do trójstyku z Belgią.